# Franz Ludwig Habbel
Franz Ludwig Habbel (* 5. Mai 1894 in Regensburg; † 29. Juni 1964 in Weisham (St. Georgen), Gemeinde Stein an der Traun, Chiemgau, Oberbayern) war ein Aktivist der deutschen Pfadfinder- und Jugendbewegung, Verleger, Sachbuchautor und Gutsbesitzer.

## Leben
Habbel (Rufname: Ludwig) wurde 1894 als jüngster Sohn des Kommerzienrats Josef Habbel, der 1883 den „Regensburger Anzeiger“ vom Verlag Pustet gekauft und dann den Buch- und Zeitungsverlag Habbel & Held gegründet hatte, in der Fröhliche-Türken-Straße in Regensburg geboren. Er besuchte das Neue Gymnasium in Regensburg und danach in München das Ludwigsgymnasium, und zwar als Zögling des Kgl. Erziehungsinstituts Albertinum. Bis zum Ausbruch des Ersten Weltkriegs begann er ein Philologiestudium, um sich auf den Beruf des Verlegers vorzubereiten.
Er wurde 1911 Mitglied des Deutschen Pfadfinderbundes und gehörte zu den ersten Pfadfinderführern Bayerns. Er nahm am Ersten Weltkrieg teil und beendete seine militärische Laufbahn als Offizier. Nach Kriegsende wurde er in der deutschen Jugendbewegung aktiv. 1918 sammelte er ehemalige Mitglieder des Bayerischen Wehrkraftvereins in der Neudeutschen Pfadfinderschaft, die sich unter seiner Leitung 1919 in Schloss Prunn im Altmühltal zur Jugendbewegung bekannte. 1920 wurde er erster Kanzler des Bundes Deutscher Neupfadfinder. 1921 gründete er gemeinsam mit Ludwig Voggenreiter den Verlag  Der Weiße Ritter mit Sitz in Regensburg (später in Potsdam), der mit seiner Zeitschrift ‚Der Weiße Ritter‘ die ideologischen Grundlagen der Bündischen Jugend mitgestaltete. 1921 gründete er einen eigenen Verlag, der jedoch in Konkurs ging. 1922 schied er aus dem Verlag Der Weiße Ritter aus.
1924 etablierte sich in Regensburg der Verlag Habbel & Naumann, bei dem die ersten belletristischen Buchpublikationen  Ernst Wiecherts erschienen. Dort entstand auch das große Sammelwerk  ‚Die alte deutsche Stadt‘, eine drucktechnische und verlegerische Meisterleistung.
Von 1925 bis 1933 war Habbel in leitender Stellung in der Luftfahrtindustrie tätig, was ihn für einige Jahre nach Amerika und in die Türkei brachte; seit 1931 war er in Berlin. Danach wandte er sich wieder der Verlagsarbeit zu und übernahm Aufgaben im Bereich der Industriewerbung. Die unter seiner Leitung hergestellten qualitativ hochwertigen Werbedrucke galten in der Branche als vorbildlich. 1934 gründete er in Berlin den Wiking-Verlag. In Zusammenarbeit mit dem Regensburger Graphiker Alfred Zacharias wurde ein neuer Typ von Kinder-Jugendbuch geschaffen. Zusammen mit dem Verleger Werner E. Stichnote übernahm Habbel den für seine anspruchsvollen Kunstdrucke international bekannten bibliophilen Verlag Cranach-Presse. 1945 wurde er Mitglied der von Eugen Diederichs gegründeten „Lauensteiner Bauhütte“. 1945 kehrte er nach München zurück, unter Fortführung des Wiking-Verlags.
Habbel veröffentlichte eine Reihe von Schriften über organisierte Jugenderziehung sowie später einige Reise- und Wanderbücher, darunter einen Tourenführer für Mopedfahrer. Er war Mitinhaber eines 1949 erteilten Patents für eine „Dose mit Aufsteck- oder Einsteckdeckel“.

Der Dichter Ernst Wiechert urteilte über ihn:

„Ein junger, blonder Riese, Pfadfinderhäuptling, aller gesellschaftlichen Form durchaus abgeneigt.“

Habbel war seit dem 7. April 1921 verheiratet mit Anna Edith Stamm. Sein Schwiegervater, Hermann Stamm († 1941), hatte 1932 den Gutsbetrieb Maierhof im Ortsteil Weisham des Dorfes Sankt Georgen in der Gemeinde Stein an der Traun im Chiemgau, Oberbayern, gekauft, den das Ehepaar Habbel von 1941 bis 1964 gemeinsam bewohnte und das nach Habbels Tod im Besitz der Familie geblieben ist, heute (2016) in vierter Generation. Habbel hatte zwei Töchter; seine Tochter Eva heiratete den Sachbuchautor, Journalisten und Fernsehkoch Ulrich Klever (1922–1990). Die sterblichen Überreste von Franz Ludwig Habbels wurden auf dem Friedhof der Dorfkirche von St. Georgen beigesetzt.

Maierhof in Weisham, Anwesen der Familie Habbels und sein letzter Wohnsitz
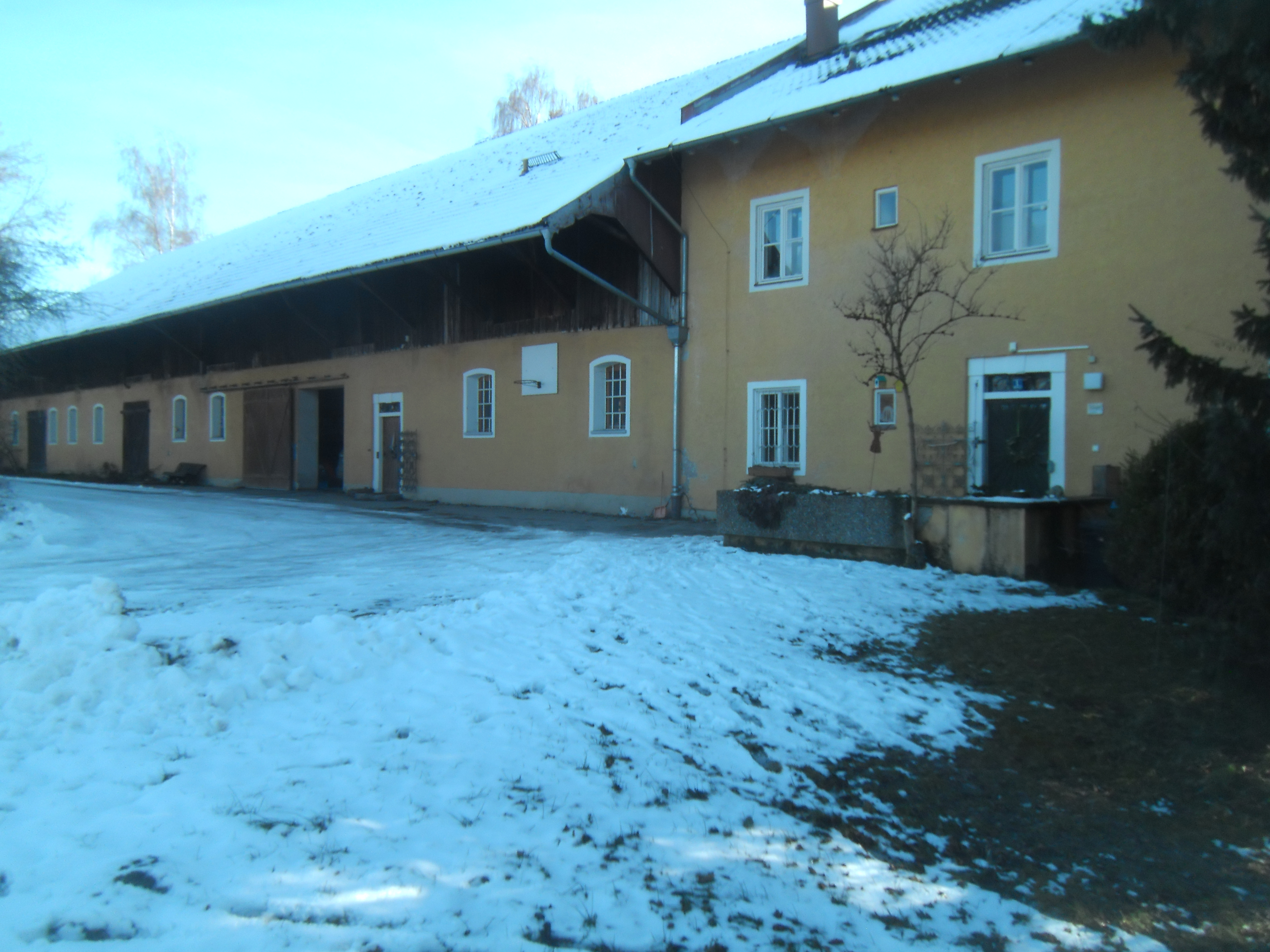
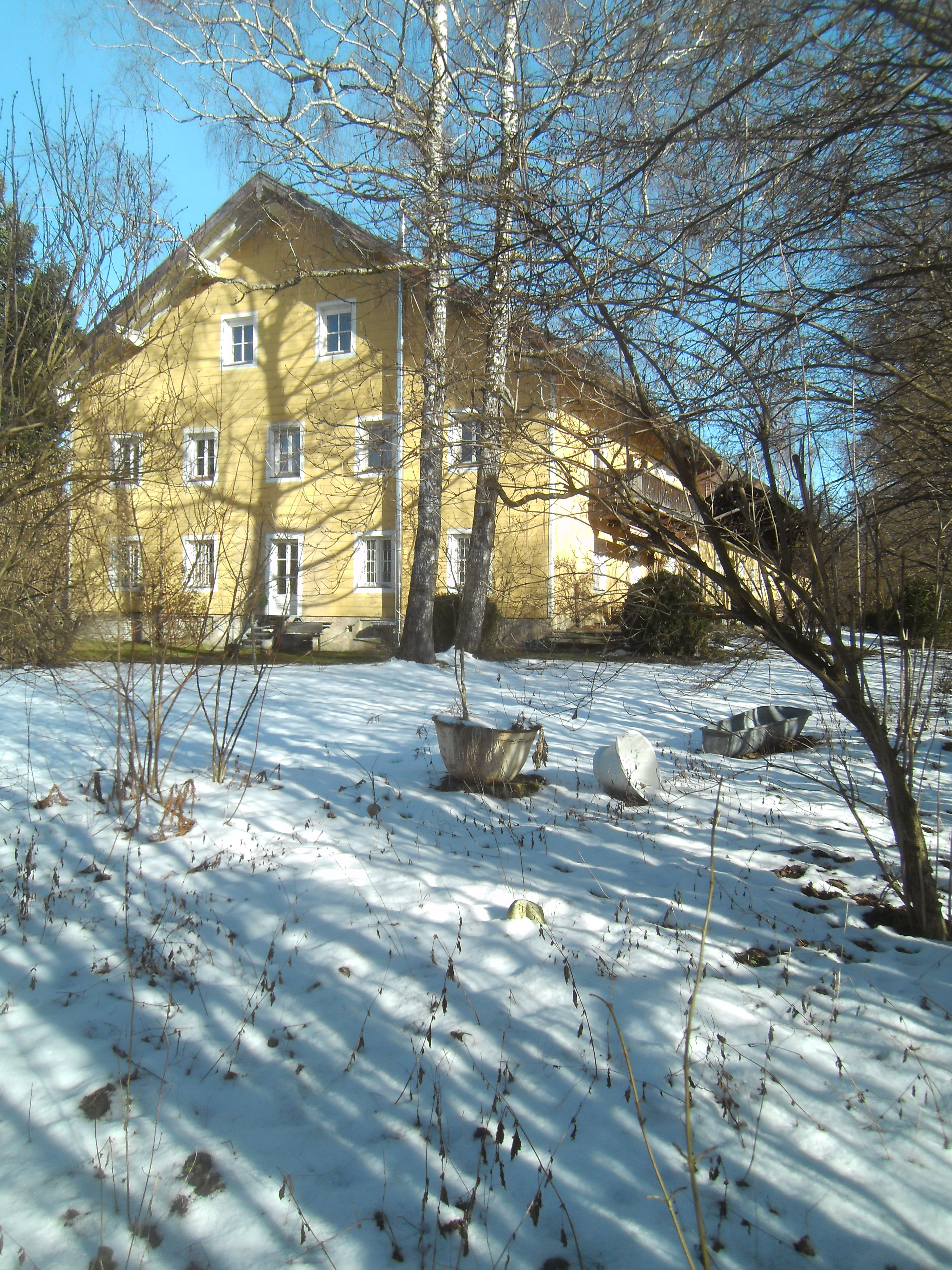
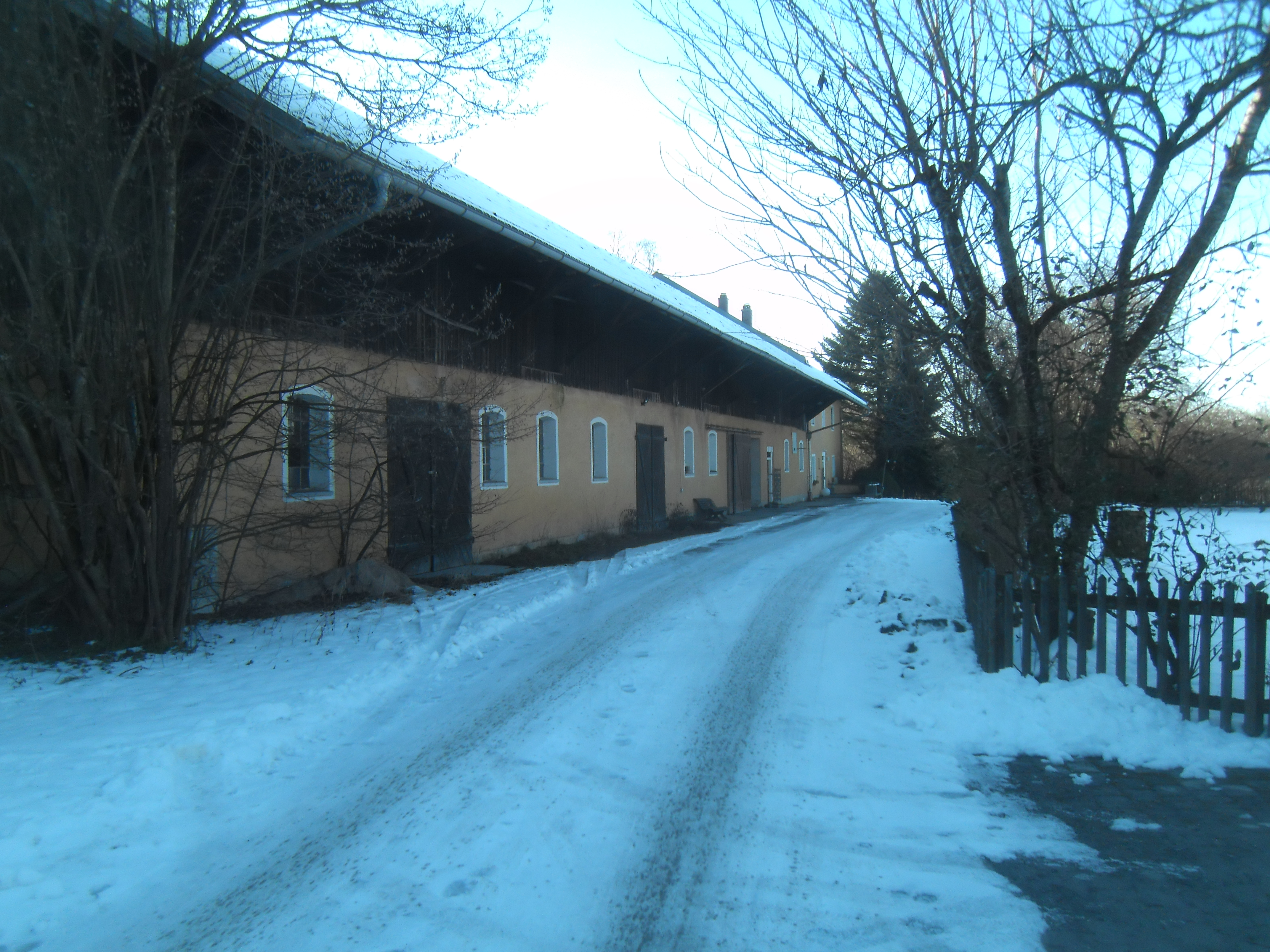

## Werke (Auswahl)
- Die Organisation militärischer Jugenderziehungs-Kurse: ein Ratgeber für alle, die sich mit Einrichtung und Führung militärischer Jugenderziehungskurse zu befassen haben. Verlag Josef Habbel, Regensburg 1915.
- Das Taschenbuch des deutschen Jugendführers: Für verantwortliche Führer und Jungenführer unserer Jungdeutschlandvereine. Verlag Josef Habbel, Regensburg 1915.
- Vaterländische Jugendpflege. Verlag Josef Habbel, Regensburg 1916.
- Behelfsarbeiten: Feldpionierdienst für unsere Jugend. Anhaltspunkte für Führer und Jungen unserer Jugendpflegevereine. Verlag Josef Habbel, Regensburg 1917.
- Schloss Prunn: Der deutsche Pfadfindertag von 1919. Die österreichische Führeraussprache in Neulengbach. Verlag Der Weiße Ritter, Regensburg 1919.
- Die Weltpfadfinderbewegung. Verlag Der Weiße Ritter, Regensburg 1921.
- Erwanderte deutsche Heimat: Die schönsten Gebiete Westdeutschlands, erschlossen in sechzehn nicht alltäglichen Wanderungen. Franckh, Stuttgart 1956.
- Auf Fahrt mit Rad und Moped. Deutsche Landschaften, auf zwei Rädern erlebt. Die Leitung der Erkundungsfahrten, die Bearbeitung der Berichte und den baugeschichtlichen und literaturkundlichen Anhang besorgte Ernstgeorg Vogel. Kosmos Verlag, 1957.
- Erwanderte deutsche Heimat: Die schönsten Gebiete Westdeutschlands, erschlossen in sechzehn nicht alltäglichen Wanderungen. Franckh, Stuttgart 1956.

Als Koautor
- mit Carl Ernst Poeschel: Antiqua als deutsche Normalschrift: ihre Anwendung im Buchsatz. Wiking-Verlag, Berlin-Lichterfelde-West 1942.

Als Herausgeber
- Die neue Bücherei. Wiking-Verlag, Berlin-Lichterfelde-West 1942.
- Der Weiße Ritter (Zeitschrift).
- Almanach der weißen Lilie, Band I, 1961.